# مهرجان صندانس السينمائي 2024
مهرجان صندانس السينمائي 2024 (بالإنجليزية: Sundance Film Festival)‏ أقيم في الفترة من 18 إلى 28 يناير 2024. وتم الإعلان عن التشكيلة الأولى من أفلام المسابقة في 6 ديسمبر 2023. من بين الأحداث البارزة في المهرجان كان العرض الأول لفيلم وثائقي عن فرقة الروك الشهيرة ديفو، والذي يعود للثمانينيات.